# Jakow Blumkin
Jakow Grigoriewicz Blumkin (ros. Яков Григорьевич Блюмкин, ur. 3 października 1900, zm. 8 listopada 1929) – rosyjski działacz socjalistyczny – eserowski, a potem bolszewicki, pochodzenia żydowskiego; oficer radzieckiego wywiadu zagranicznego.
W 1914 wstąpił do Partii Socjalistów-Rewolucjonistów, a po rozłamie w partii w 1917 należał do lewicowych eserowców. Od maja 1918 pracował w Czeka, jako szef departamentu ds. walki z międzynarodowym szpiegostwem. 6 lipca 1918, z polecenia kierownictwa lewicowych eserowców, zastrzelił z rewolweru niemieckiego ambasadora Wilhelma von Mirbach-Harffa, co miało się przyczynić do zerwania przez Niemcy pokoju brzeskiego, któremu przeciwna była niebolszewicka lewica. Bunt eserowców w Moskwie po zabójstwie stłumili strzelcy łotewscy.
Blumkin po klęsce przewrotu ukrywał się. Został skazany zaocznie na trzy lata pozbawienia wolności. W 1919 przebywał na obszarze URL, gdzie przygotowywał zamach na atamana Pawło Skoropadskiego. 16 maja 1919 został ułaskawiony na mocy amnestii, a w 1920 wstąpił do RKP(b), gdzie pracował w Ludowym Komisariacie Armii i Marynarki Wojennej oraz Czeka, a od 1923 w GPU.
W lecie 1920 pełnił funkcję komisarza w Armii Czerwonej, a od września był studentem Akademii Sztabu Generalnego. W okresie od listopada do grudnia 1920 zorganizował masowe egzekucje białych oficerów na Krymie po klęsce armii gen. Piotra Wrangla. W latach 1920–1921 był szefem sztabu 79. Brygady, później dowódcą brygady, tłumiącej rebelię na dolnym Powołżu oraz antonowszczyznę. Jesienią został dowódcą 61. Brygady, prowadzącej walki z wojskami von Ungern-Sternberga.
Od 1922 pracował w sekretariacie Lwa Trockiego jako człowiek do zadań specjalnych. W latach 1924–1925 był asystentem pełnomocnika OGPU na Zakaukaziu, a następnie do 1926 pracował w Ludowym Komisariacie Handlu. W latach 1926–1927 główny instruktor wewnętrznego bezpieczeństwa państwa w Mongolii. Od 1928 do 1929 rezydent radzieckiego wywiadu na Bliskim Wschodzie.
W 1929 został wysłany do Francji z misją zabicia dysydenta Borysa Bażanowa. Zamach nie udał się. Jako rezydent OGPU w Turcji, w trakcie powrotu z Indii przez Konstantynopol, spotkał się z Lwem Trockim na Wyspach Książęcych. W 1929 powrócił do ZSRR, wioząc przesyłkę z listami i książkami od Trockiego. Wkrótce potem został aresztowany pod zarzutem przekazywania Trockiemu tajnych materiałów ze stambulskiej rezydentury wywiadowczej. 3 listopada OGPU zdecydowało o rozstrzelaniu „za ponowną zdradę rewolucji proletariackiej”. Wyrok wykonano 8 listopada 1929.